# Aegiale hesperiaris
El cuc del maguey (Aegiale hesperiaris) és una espècie de lepidòpter papilionoïdeu de la família dels hespèrids (Hesperiidae). És una de les dues espècies d'erugues comestibles que infesten el maguey (Agave americana) i  Agave tequilana .
Aegiale hesperiaris es troba al Mèxic central sobre les fulles de les plantes de la família Agavaceae, com Agave tequilana i Agave americana (maguey). No es troben pas sobre els cactus. Aegiale hesperiaris diposita els seus ous al cor de les fulles dels Agaves. Les larves, que fan 65 mm, poden arribar a les arrels i destruir tota la planta.
Hypopta agavis és l'altra espècie i les seves erugues es coneixen com a cucs vermells.
Aquestes dues erugues (gusanos) apareixen en les ampolles d'alguns tipus de mescal i les dues es consumeixen en la gastronomia local d'Oaxaca; 100 grams d'aquests cucs cuinats tenen 650 calories.